# Alena Rudenka
Alena Rudenka (biał. Алена Мікалаеўна Рудэнка), ur. 6 października 1961 – profesor nauk filologicznych w zakresie językoznawstwa, slawistka, specjalistka w zakresie językoznawstwa teoretycznego, lingwistyki kontrastywnej, lingwistyki kognitywnej, etnolingwistyki, semantyki historycznej. Pracuje w Instytucie Slawistyki Polskiej Akademii Nauk.

## Życiorys
Ukończyła studia językoznawcze na Białoruskim Uniwersytecie Państwowym w 1985 roku, doktoryzowała w roku 1989 w Instytucie Językoznawstwa Narodowej Akademii Nauk Białorusi. Stopień doktora habilitowanego otrzymała w 2000 roku na Białoruskim Uniwersytecie Państwowym (stopień przyznany w Polsce w 2022 roku), tytuł profesora – w 2005 (tytuł uznany w Polsce za równoważny z polskim tytułem profesora przez Narodową Agencję Wymiany Akademickiej w roku 2023)

. Od 2020 mieszka w Polsce. Jej zainteresowania naukowe koncentrują się wokół slawistyki, komparatystyki, etnolingwistyki, semantyki historycznej.

## Stypendia
- grant badawczy Narodowego Centrum Badań i Rozwoju w ramach drugiej części konkursu „Solidarni z naukowcami” w Uniwersytecie Marii Curie-Skłodowskiej (wrzesień 2022 – styczeń 2024);
- stypendystka w Instytucie Filologii Polskiej Uniwersytetu Marii Curie-Skłodowskiej w Lublinie - stypendium Narodowej Agencji Wymiany Akademickiej „Solidarni z naukowcami”, inicjatywa „Solidarni z Białorusią”, Polska (01.03.2021–27.02.2022);
- grant naukowy na Eastern Washington University, USA od Fundacji Fulbrighta (01.03.2013–30.06.2013);
- stypendium dla nauczycieli w szkole „Prawa Człowieka w Edukacji”, Uniwersytet w Umeå, Szwecja (sierpień 2005);
- stypendia naukowe na Uniwersytecie Fryderyka i Aleksandra w Erlangen i Norymberdze, Niemcy (październik-listopad 1998, marzec-maj 2002)[1].

## Członkostwo w gremiach naukowych
Alena Rudenka jest członkinią: 
- Rady Naukowej Instytutu Slawistyki PAN[4];
- Komisji Etnolingwistycznej przy Międzynarodowym Komitecie Slawistów.

## Wybrana twórczość
Książki autorskie:
- Этнолингвистика без границ (Введение в лингвистическую антропологию) [Etnolingvistika bez granic – Ethnolinguistics without borders]. Minsk: BSU (2014).
- Дзеясловы з семантыкай разумовых працэсаў у беларускай мове. [Dzejaslovy z semantykaj razumovyh pracesaў u belaruskaj move – Verbs with semantics of cognitive processes in the Belarusian Language]. Minsk: BSU (2000).

Podręczniki:
- Введение в славянскую филологию. Vvedenie v slavianskuju filologiju [Wprowadzenie do filologii słowiańskiej]. Minsk: BGU, 2019. Rozdziały: „Восточные славяне и восточнославянские языки" (s. 75-84); „Западные славяне и западнославянские языки" (s. 118-122); „Хорватский язык, боснийский язык, черногорский язык" (s. 229-240).
- Интернет. Язык. Лингвистика. Лекцыi па Iнтэрнэт-лінгвістыцы [Internet. Jazyk. Lingvistika. Lekcyi pa Intjernjet-lіngvіstycy. – Internet. Język. Lingwistyka]. Mn.: Pravo i jekonomika, 2009.
- Введение в германскую филологию (курс лекций) [Vvedenie v germanskuju filologiju (kurs lekcij) – Wprowadzenie do filologii germańskiej]. Minsk: BGU, 2008.
- Беларуская мова. Падручнiк для 3га класса школ з беларускай мовай навучання [Belaruskaja mova. Padruchnik dlja 3ga klassa shkol z belaruskaj movaj navuchannja. – Belarusian. Text-Book for the Third-Year of Specialized Belarusian Language Secondary Eduacation Institutions]. Współautor V. Krasney. Minsk: Nacyjanal’ny instytut adukacyi, 2007 (3 wydania).